# Hong Chol-ho
Hong Chol-ho – północnokoreański zapaśnik w stylu wolnym. Wicemistrz Azji w 1987, piąty w 1988 roku.